# 충주시 (1996년 선거구)
충주시는 대한민국의 국회의원 선거구이다. 충청북도 충주시 일대를 관할한다. 현 지역구 국회의원은 국민의힘의 이종배이다.

## 역사
1995년 1월, 충주시와 중원군이 통합되면서 통합 충주시가 출범하였다. 이에 대한민국 제15대 국회의원 선거를 앞두고 충주시·중원군 선거구가 충주시 선거구로 개편되면서 신설되었다.

## 관할 구역
| 대수  | 관할 구역   |
| ----- | ----------- |
| 15대~ | 충주시 일원 |

## 역대 국회의원
| 선거   | 정당 | 정당         | 의원   |
| ------ | ---- | ------------ | ------ |
| 1996년 |      | 자유민주연합 | 김선길 |
| 2000년 |      | 새천년민주당 | 이원성 |
| 2004년 |      | 열린우리당   | 이시종 |
| 2008년 |      | 통합민주당   | 이시종 |
| 2010년 |      | 한나라당     | 윤진식 |
| 2012년 |      | 새누리당     | 윤진식 |
| 2014년 |      | 새누리당     | 이종배 |
| 2016년 |      | 새누리당     | 이종배 |
| 2020년 |      | 미래통합당   | 이종배 |
| 2024년 |      | 국민의힘     | 이종배 |

## 역대 선거 결과

### 대한민국 제15대 국회의원 선거
|  | 43.10% |

|  | 24.45% |

|  | 13.01% |

|  | 12.24% |

|  | 7.17% |

### 대한민국 제16대 국회의원 선거
|  | 38.65% |

|  | 35.30% |

|  | 22.62% |

|  | 3.40% |

### 대한민국 제17대 국회의원 선거
|  | 51.59% |

|  | 36.85% |

|  | 11.55% |

### 대한민국 제18대 국회의원 선거
|  | 48.04% |

|  | 46.09% |

|  | 2.66% |

|  | 2.17% |

|  | 1.02% |

### 2010년 대한민국 재보궐선거
|  | 63.65% |

|  | 36.34% |

### 대한민국 제19대 국회의원 선거
|  | 69.27% |

|  | 30.72% |

### 2014년 대한민국 재보궐선거
|  | 64.08% |

|  | 29.60% |

|  | 6.31% |

### 대한민국 제20대 국회의원 선거
|  | 61.00% |

|  | 38.99% |

### 대한민국 제21대 국회의원 선거
|  | 52.25% |

|  | 44.91% |

|  | 1.79% |

|  | 1.02% |

### 대한민국 제22대 국회의원 선거
|  | 51.11% |

|  | 48.88% |